# Лигуры

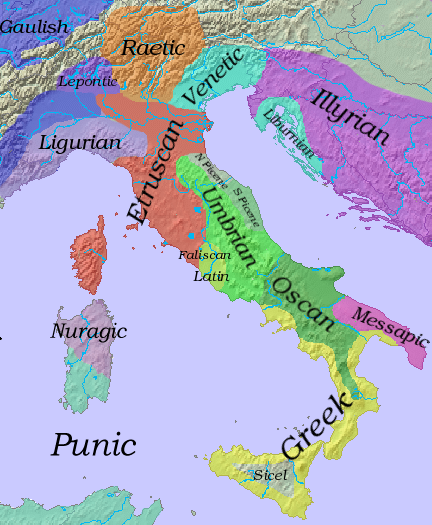
Народы Италии в VI веке до н. э.

Лигу́ры (уст. лигурийцы; лат. Ligures, др.-греч. Λίγυες, Λίγυρες) — собирательное наименование древних племён, населявших в середине 1-го тыс. до н. э. северо-западную Италию и юго-восточную Галлию. Полагают, что во 2-м — середине 1-го тыс. до н. э. лигуры населяли большую часть северной Италии, а затем были оттеснены на северо-запад италиками.

## Античные источники
Предположительно в конце 2 тыс. до н. э. (поздний бронзовый век) лигуры изгнали из Иберии баларов, переселившихся на Сардинию.
Фест Авиен свидетельствует, что некогда гегемония лигуров простиралась до Северного моря, прежде чем их владычеству положили конец кельты, изгнавшие их обратно в Средиземноморье, что может служить косвенным указанием на родство с шассейской культурой. Лигурийские топонимы обнаружены на Сицилии, в долине Роны, на Корсике и Сардинии.
Древние писатели (Плутарх, Дионисий Галикарнасский) сообщают очень скудные сведения о происхождении лигуров.
Лигуры, завоевав большую часть нынешней Франции у иберийцев, оттеснили последних на юг за Пиренеи и по их следам вторглись в Испанию. Затем они направились на Апеннинский полуостров, оттеснили туземцев сиканов на юг и в Сицилию, но вскоре, в свою очередь, были отброшены новыми пришельцами, умбро-латинами, на запад, к Приморским Альпам.
Собственно Лигурия, которую Тит Ливий делил на цизальпинскую, или итальянскую, и трансальпийскую, или галльскую, занимала восточную часть бассейна Роны, Приморские Альпы, южный склон Апеннин и побережье Средиземного моря от Марселя до Пизы. Большая часть лигурийцев смешалась с кельтами (кельтолигурийцы, keltoligyes) или совершенно окельтизировалась. Арбуа де Жубэнвиль полагает даже, что главную массу галльского населения, которая, по словам Цезаря, находилась почти в положении рабов, составили покорённые и окельтизированные лигурийцы, а завоеватели-кельты представляли господствующий класс.
Лигурийцы распадались на множество мелких племён (напр. саллувии, аллоброги, тауринцы и др.). По словам греческих и римских авторов, все они были низкого роста, худощавы, но очень сильны; питались молоком, кореньями, плодами, жили в жалких лачугах или, чаще, в пещерах. Городов, за исключением Генуи, не было. Вооружение их составляли луки, пращи, короткие мечи, топоры и продолговатые медные щиты. Они часто выезжали в море и занимались морским разбоем. Римляне, которые были ожесточены против лигурийцев вследствие их упорной борьбы за независимость, относятся к ним неблагоприятно, обвиняя их в лукавстве, вероломстве, склонности к грабежу.
Греки, напротив, изображают их людьми энергичными и строгими к самим себе, храбрыми воинами и неустрашимыми моряками. Лигурийцы занимались земледелием на морском берегу и в долине По, а также скотоводством и рубкой леса. Главным коммерческим их пунктом была Генуя, где они продавали скот, кожи, мёд и лес для постройки кораблей. История лигурийцев, особенно древнейшая, нам почти неизвестна. Древние писатели почти ничего не говорят ни о покорении иберийцев лигурийцами, ни о вытеснении последних кельтами. Юстин сообщает, что греки, основывая Марсель, должны были выдержать упорную борьбу с лигурийцами и, как полагают, заключили с ними мирный договор. Только после Пунических войн мир был нарушен, когда лигурийцы напали на марсельские пункты Ницея (Ницца) и Антиполис (Антиб). На помощь марсельцам выступили римляне, которые после нескольких экспедиций под начальством Фульвия Флакка в 125 году до н. э. и Секста Кальвина в 120 году до н. э. подчинили себе Лигурию и на месте разрушенной столицы саллувиев построили крепость Aquae Sextiae (теперь Экс). Только лигурийцы Приморских Альп остались свободны до 14 года до н. э.; они платили дань и получали от римлян начальника (praefectus Alpium maritimarum). Император Октавиан Август образовал на северо-западе Италии провинцию Лигурия, в которую входили нынешняя Ницца, Генуя, южная часть Пьемонта и западная часть Пармы и Пьяченцы.
Воинственные и свободолюбивые лигуры начиная с III в. до н. э. оказывали упорное сопротивление римлянам; были окончательно покорены во II в. до н. э.

## Изучение (XIX — нач. XX вв.)
Относительно территорий и границ древней Лигурии существуют большие споры. А. Бертран говорит, что когда галлы перешли Рейн, на севере и в центре Франции жили дикие племена, едва вышедшие из неолитического периода, а южная Франция была населена на востоке — лигурами, на западе — иберами. А. д’Арбуа де Жубэнвиль, видящий в лигурах первое индоевропейское племя в Европе, полагает, что их область выходила далеко за пределы собственно Лигурии; опираясь на свидетельство древних (Гесиода, Фукидида, Феста Авиена), он доводит её на севере до Ла-Манша и до Северного моря, на юге — до Сицилии.
Итальянский учёный А. Иссель (ит.) на основании палеонтологического исследования территории древней Лигурии доказывал, что лигуры — часть коренного населения Италии, Франции и Бельгии, сохранившего свои характерные черты только в Лигурии, да и то только до древнейшего периода исторической эпохи. Незадолго до христианской эры область лигуров ограничивалась Варом, Магрой, Апеннинами и морем. Покорённые римлянами, они вместе с независимостью скоро потеряли и племенные отличия.

## Археология
По общему мнению исследователей, лигуры составили наиболее древний этнический слой в Северной Италии. По-видимому, им принадлежат наскальные рисунки в Приморских Альпах, характеризующие жизнь местного населения от палеолита до начала железного века.
В доисторический период, около 4-3 тыс. до н. э., область проживания лигуров занимали две родственные археологические культуры: сосудов с квадратным горлом (КСКГ) и культура Лагоцца, известная также как шассейская культура. Обе эти родственные культуры происходили от культуры кардиальной керамики.
Вероятно, лигурам принадлежат культура Скамоццина позднего бронзового и культура Голасекка раннего железного века. Археологические материалы свидетельствуют, что в начале железного века (в 1-й половине 1-го тыс. до н. э.) основными занятиями лигуров были скотоводство и примитивное земледелие. В это время у них появились укреплённые городища, которые постепенно превратились в политические и торгово-ремесленные центры. Особенности погребального обряда лигуров позволяют предположить, что их общественный строй имел характер военной демократии со свойственным для неё усилением примитивной царской власти и укреплением родоплеменной знати. Долгое время у лигуров сохранялась сельская община.

## Этническая принадлежность
К народам, родственным лигурам, античные источники относят проживавших на северо-востоке Альп эвганеев (которые, в свою очередь, делились на камуннов, триумплинов и стонов). Между лигурами и эвганеями проживали кельты, вторгшиеся в Альпы в среднем или позднем бронзовом веке. Тем не менее, сходство языков и обычаев было для римлян столь очевидным, что в триумфальном списке 117 г. до н. э. стонов (племя эвганеев) относят к лигурам.

## Язык
В топонимике Лигурии обнаружены следы одного или нескольких доримских языков, которые пока условно именуются как «лигурский (лигурийский) язык» или «Лигурский субстрат».
Ещё в конце XIX века возникла гипотеза о доиндоевропейском языке лигуров, ранее распространённом не только на территории древней Лигурии, но и на более широкой территории — среди народов-потомков культуры кардиальной керамики. В 1889 и 1894 гг. Жубэнвиль выдвинул гипотезу о субстратном языке, распространённом в доримский период на Корсике, Сардинии, в восточной Испании, южной Франции и Западной Италии на основании анализа группы топонимов, имеющих характерные суффиксы -asco, -asca, -usco, -osco, -osca или их модификации..
Ряд лингвистов, в том числе известный кельтолог Ксавье Деламарр, придерживаются мнения, что лигурский язык относился к кельтским.